# Hendrik Reiher
Hendrik Reiher, född den 25 januari 1962 i Eisenhüttenstadt i Tyskland, är en östtysk och därefter tysk roddare.
Han tog OS-silver i fyra med styrman i samband med de olympiska roddtävlingarna 1992 i Barcelona.